# Gui de Genève
Pour les articles homonymes, voir Guillaume de Genève.
Gui ou Guy de Genève, mort v. 1290/91, est un prélat issu de la maison de Genève, élu évêque de Langres, sous le nom de Guido II, dans la seconde moitié du XIIIe siècle. Il est également conseiller des rois de France Philippe III le Hardi et Philippe le Bel.

## Biographie

### Origines
Gui (Guido) — on trouve également les formes Guy, Guigues, voire Guillaume, — est le fils du comte de Genève Guillaume II et de son épouse Alice (v. 1195-1256), fille d'Albert II, issu de la famille de La Tour du Pin, originaire du Dauphiné. Toutefois, l'historien Matthieu de La Corbière considère que celle-ci pourrait être issue de la famille de Faucigny. Ils ont « sept fils vivants [...] et au moins une fille ».
Il a donc pour frère Rodolphe ou Raoul (1220 - 1265), qui succède à leur père à la tête du comté, Amédée, évêque de Die (1245-1276), Aimon, évêque de Viviers (1255-1263), Henri (1230 - 1273), Robert, évêque de Genève (1276-1287), ainsi que Agathe, abbesse de Sainte-Catherine du Mont,.
Il est mentionné dans un acte de son père de 1252, peu avant la mort de ce dernier le 25 novembre 1252, à Domène, dans le Dauphiné,. Leur frère Amédée, évêque de Die, est désigné pour être l'exécuteur testamentaire,.

### Ministère épiscopal
Contrairement à ses frères, Gui, entame une carrière ecclésiastique en France. Il est élu, sous le nom de Guido II, évêque de Langres, en 1268, selon le Gallia Christiana, ou 1266, selon Duparc (1978).
Gui accompagne le roi de France Louis IX à l'occasion de la croisade de 1270, où il trouvera la mort. L'année suivante, il est présent lors du sacre du nouveau roi, Philippe III le Hardi, à Reims, le 15 août 1271,. Il devient par la suite l'un de ses conseillers,,.
En 1273, il fait réaliser un catalogue de l'ensemble des fiefs et vassaux de l'évêché. Il renonce au cours de l'année à sa part d'héritage paternel (droits et prétentions) en faveur de son petit-neveu le comte Aymon II de Genève.
En 1278, il est chargé avec le connétable de France, Humbert de Beaujeu, de faire signer une paix entre l'évêque de Valence, Amédée de Roussillon, et le comte de Valentinois, Aymar IV de Poitiers,. Le roi de France semble désigner l'un des deux comme son exécuteur testamentaire en 1285,.
Dans son testament établit le 18 novembre 1280, le comte de Genève Aymon II le désigne comme exécuteur testamentaire, au côté de son frère, Jean, abbé de Saint-Seine.
En 1282, il organise une seconde translation d'une partie des reliques de l'évêque Grégoire de Langres en la cathédrale Saint-Mammès de Langres. Ces dernières sont déposées dans une chasse en argent et placées sur une colonne derrière le maître autel. Au cours de la même année, il apparait comme le signataire de la charte de franchises de Cruseilles, dans le comté de Genève — où il est mentionné comme seigneur de la cité — aux côtés de son frère Robert, évêque de Genève, et de leur petit-neveu, le comte Amédée II,.
En 1286, il est fait conseiller du roi Philippe le Bel,.
Gui teste en 1290, en faveur de ses neveux, l'évêque de Valence, Jean, et l'archidiacre de Dijon, Gui. Il semble mourir vers la fin de l'année 1290 ou au début de l'année suivante.

#### Régeste genevois(1866)
1. 1 2  Acte de 1252 (REG 0/0/1/846).
2. ↑  Acte du 13 avril 1271 (REG 0/0/1/1070).
3. ↑  Testament du 25 novembre 1219, « Decembris obiit Guillermus comes Gebenn. qui dedit nobis annualiter LX solidos » (REG 0/0/1/849).
4. ↑  Testament du 9 novembre 1219 (REG 0/0/1/848).
5. ↑  Acte du 27 septembre 1273 (REG 0/0/1/1105).
6. ↑  Document du 18 novembre 1280), (REG 0/0/1/1170).
7. ↑  Acte du 25 avril 1282 (REG 0/0/1/1181).

#### Autres références
1. 1 2  Gallia Christiana, p. 609
2. ↑  Louis Blondel, Châteaux de l'ancien diocèse de Genève, p. 478, in Mémoires et documents publiés par la Société d'Histoire et d'Archéologie de Genève, tome 7, Alexandre Jullien Libraire, Genève, 1956.
3. ↑  Duparc, 1978, p. 152 (Lire en ligne).
4. ↑  Matthieu de la Corbière, L'invention et la défense des frontières dans le diocèse de Genève : Étude des principautés et de l'habitat fortifié (XIIe - XIVe siècle), Annecy, Académie salésienne, 2002, 646 p., p. 50.
5. 1 2 3 4  Duparc, 1978, p. 183-184 (Lire en ligne).
6. ↑  Édouard Mallet, « Du pouvoir que la maison de Savoie a exercé dans Genève », p. 227 (lire en ligne) paru dans Mémoires et documents publiés par la Société d'histoire et d'archéologie de Genève, tome VII, 1849.
7. ↑  (en) Eugene L. Cox, The Eagles of Savoy : The House of Savoy in Thirteenth-Century Europe, Princeton University Press, 2015 (réimpr. 2015) (1re éd. 1974), 512 p. (ISBN 978-1-4008-6791-2, lire en ligne), p. 295.
8. 1 2 3 4 5 6 7 8  Duparc, 1978, p. 185-186 (lire en ligne).
9. 1 2 3  Léonce de Piépape, Une châtellenie du pays de Langres : les anciens seigneurs et l'ancienne seigneurie de Pleopape (Piépape, Haute-Marne), Champion, 1903, 208 p., p. 17.
10. 1 2  Léon Kern, Études d'histoire ecclésiastique et de diplomatique, Payot, Mémoires et documents publiés par la Société d'histoire de la Suisse romande, Lausanne, 1973, 221 pages, p. 7.
11. ↑  Léonce de Piépape, Une châtellenie du pays de Langres : les anciens seigneurs et l'ancienne seigneurie de Pleopape (Piépape, Haute-Marne), Champion, 1903, 208 p., p. 16.
12. ↑  Duparc, 1978, p. 178 (Lire en ligne).
13. ↑  Histoire de la ville du pays et de la baronnie d'Herment, en Auvergne. sur Google Livres, Ambroise Tardieu, 1865, page 37.
14. ↑  Ruth Mariotte Löber, Ville et seigneurie : Les chartes de franchises des comtes de Savoie, fin XIIe siècle-1343, Librairie Droz - Académie florimontane, 1973, 266 p. (ISBN 978-2-600-04503-2, lire en ligne).